# Ágios Avgoustínos (Messénie)
Ágios Avgoustínos (grec moderne : Άγιος Αυγουστίνος) est une localité située dans le dème de Messíni, dans le district régional de Messénie, dans la périphérie du Péloponnèse, en Grèce.
Selon le recensement de 2021, elle compte 4 habitants.